# Harina de hueso

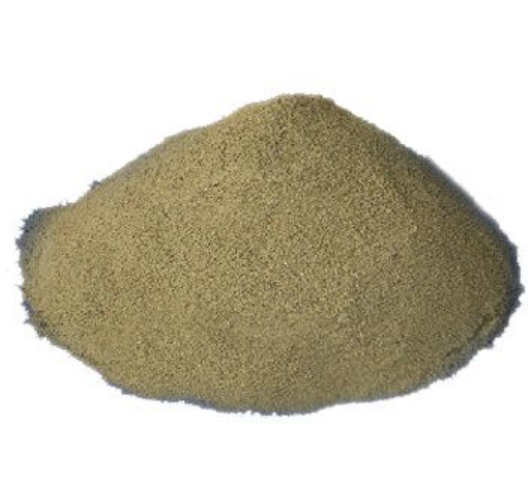
Harina de hueso

La harina de hueso (o fertilizante o abono de hueso) es un compuesto formado por huesos animales y productos de desecho.  Se utiliza como fertilizante orgánico en plantas y suplemento nutritivo para animales. También se emplea como fuente de fósforo y proteína. 

## Utilización

### Suplementos dietéticos
La harina de hueso y, sobre todo, la harina de carne, se emplea como suplemento mineral/dietético en animales monogástricos.
También se solía utilizar como suplemento de calcio para humanos, pero en 1980 se descubrió que podría contener componentes tóxicos y dejó de recomendarse como fuente de calcio.

### Fertilizantes
Como fertilizante, su proporción de nitrógeno, fósforo y potasio puede variar ampliamente, dependiendo de sus fuentes. Desde un 3-15-0, el valor más bajo, a 2-22-0, el más alto. La harina de hueso es una fuente de calcio excelente, pero no genera suficiente nitrógeno como para beneficiar a las plantas[cita requerida].

## Riesgos de salud
En la década de 1980 se declaró la harina de hueso como perjudicial para el consumo humano. 

## Historia
Durante el siglo XIX en Europa, se produjo una gran cantidad de harina de hueso para emplear en la agricultura.